# Warhammer The Old World
Warhammer The Old World, también conocido como The Old World o ToW, es juego de guerra con miniaturas por turnos creado y producido por la compañía británica Games Workshop. El juego fue anunciado en 2019 y publicado a principios de 2024.
El trasfondo está ambientado en el universo de Warhammer Fantasy Battle pero 252 años antes del denominado Fin de los Tiempos, un evento publicado en 2015 en el cual todos los personajes importantes de Warhammer intervinieron en una campaña que culminó con la desaparición del mundo para dar paso al juego Warhammer Age of Sigmar.
Al igual que en otros juegos de guerra, los jugadores usan modelos en miniatura para representar a los guerreros. El campo de juego es una superficie lisa que incluye modelos de edificios, árboles, colinas y otras características de terreno. Los jugadores se turnan para mover a sus miniaturas por el campo de juego y simular una batalla. Los resultados de las peleas entre las miniaturas están determinados por una combinación de tiradas de dados y aritmética simple. Aunque el sistema se basa principalmente en la guerra medieval, incorpora elementos de fantasía como magos, dragones y hechizos mágicos.

## Warhammer Fantasy Battley nuevo lanzamiento
Después de la desaparición oficial de Warhammer en 2015, las ediciones sexta y octava siguieron gozando de cierta popularidad dentro de la comunidad, que continuó jugándolas. También se realizaron ediciones no oficiales (The 9th Age o Warhammer Army Projects) por parte de la comunidad. Asimismo, la popularidad de la ambientación se mantuvo, como lo demostraron los más de 165 mil jugadores simultáneos en Steam jugando a Total War: Warhammer, así como el éxito de otros juegos como Warhammer: End Times – Vermintide.
Games Workshop anunció The Old World en 2019, aunque adelantó que su lanzamiento llevaría tiempo. Finalmente, el juego se estrenó el 20 de enero de 2024.
The Old World no fue diseñado como una novena edición de Warhammer, sino como un nuevo juego y una evolución que incorpora influencias de otros juegos. Sin embargo, el juego conserva muchas de las mecánicas fundamentales de la octava edición.

## Edición
Games Workshop diseñó esta edición sin una caja de inicio tradicional para enfrentar ejércitos. En su lugar, lanzó sets individuales con miniaturas de plástico de 1 250 puntos para cada uno de los dos ejércitos iniciales: Reinos de Bretonia y Reyes Funerarios de Khemri, cada uno acompañado del reglamento básico. El reglamento también estaba disponible a la venta por separado ya que Games Workshop consideró que muchos jugadores ya tenían sus ejércitos.

## Ambientación
The Old World se desarrolla dentro del universo de Warhammer en el año 2276, varias décadas antes de la invasión del Caos y el asedio de Praag liderado por Asavar Kul, el duodécimo elegido, en 2301. Además, transcurre 252 años antes del evento del Fin de los Tiempos, en el que Archaon, el decimotercer elegido del Caos, logró destruir el mundo. El trono del emperador está vacante y varias provincias se disputan su control.

## Reglas y mecánica del juego
The Old World es un juego de guerra de mesa en el que dos o más jugadores compiten entre sí. En el juego cada miniatura tiene un valor en puntos, la suma de los cuales resulta en el valor en puntos total del ejército. Las reglas del juego describen cómo mover las miniaturas por la superficie del juego y simular el combate. La partida se puede jugar en cualquier superficie apropiada, aunque el estándar es una mesa decorada con modelos de escenografía a escala de las miniaturas. Cada turno resulta en varias acciones de movimiento, disparo y combate de las distintas miniaturas reunidas en distintas fases. La partida tiene una duración determinada, y al acabar se cuentan las condiciones de victoria.
El juego incorpora muchas reglas en torno a miniaturas agrupadas en bloques de regimientos, con normas estrictas en cuanto a posicionamiento y movimiento, lo que hace que sea altamente táctico, donde la colocación de las unidades y la exposición de sus vulnerabilidades juegan un papel crucial.
Aunque el juego tiene similitudes con la octava edición de Warhammer tiene importantes diferencias en cuanto a miniaturas participantes en el combate, magia, uso de los dados o coberturas de escenografía. La magia ha sufrido un fuerte cambio incluyéndose sus efectos en las demás fases del juego en lugar de tener una fase propia.
La escala del juego es de 28 mm, igual que en Warhammer, aunque las peanas sobre las que se colocan las miniaturas son de 25 mm, en lugar de las de 20 mm utilizadas en Warhammer.

## Ejércitos
En The Old World los ejércitos se dividen en dos tipos, core factions (facciones principales) y legacy factions (facciones clásicas). Los primeros son ejércitos que participan en la narrativa de la ambientación, que tienen libros propios y modelos nuevos y los segundos no están incluidos directamente en la ambientación, sin nuevas miniaturas y sus reglas solo están disponibles en soporte digital.
Inicialmente los ejércitos de las facciones principales fueron publicados en dos libros dependiendo de su alineamiento (Forces of Fantasy y Ravening Hordes), y posteriormente en su propio libro dedicado con más opciones para el juego (Arcane Journal).
Los ejércitos incluidos en las facciones principales son:
- The Empire of Man (El imperio del hombre).
- Dwarfen Mountain Holds (Fortalezas de las montañas enanas).
- Kingdom of Bretonnia (Reino de Bretonia).
- Wood Elf Realms (Reinos elfos silvanos).
- High Elf Realms (Reinos altos elfos).
- Orc and Goblin Greenskin Tribes (Tribus pielesverdes orcos y goblin).
- Warriors of Chaos (Guerreros del Caos).
- Beastmen Brayherds (Rebaños de hombres bestia).
- Tomb Kings of Khemri (Reyes funerarios de Khemri).
- Grand Cathay (Gran Catai).[16][17]

Los ejércitos de las facciones clásicas son condes vampiro, skaven, reinos ogros, hombres lagarto, elfos oscuros, demonios del Caos y enanos del Caos. El antiguo ejército de Warhammer de mercenarios no tiene soporte en The Old World.